# Боніфаціо ді Андреа
Боніфаціо ді Андреа (італ. Bonifazio di Andrea; ?—1510) — політик і державний діяч Сан-Марино кінця XV — початку XVI сторіччя.

## Політична діяльність
Ді Андреа був капітаном-регентом республіки Сан-Марино з 1 жовтня 1492 року по 1 квітня 1493 року, з 1 жовтня 1496 року по 1 квітня 1497 року та знову з 1 жовтня 1499 року по 1 квітня 1500 року, в усіх трьох випадках разом із Крістофаро ді Чекко ді Віта. Він також обіймав цю ж посаду з 1 жовтня 1503 року по 1 квітня 1504 року разом із Франческо ді Джироламо.